# Opel Karl
Opel Karl (styliseret KARL) er en personbilmodel fra Opel. Bilen blev produceret af GM Korea og i andre lande solgt som Chevrolet Spark. Den femdørs hatchback tilhører mikroklassen, og kom på markedet den 20. juni 2015 efter at produktionen var startet i maj 2015. Hovedkonkurrenten er Volkswagen up!.
I Storbritannien blev modellen solgt under navnet Vauxhall Viva. Den i november 2018 præsenterede Fadil fra den vietnamesiske fabrikant Vinfast er baseret på Karl, og bygges fra starten af 2019 i Hanoi.
Karl udgik af produktion i juni 2019 på grund af at Opel blev solgt til Groupe PSA.

## Navn
Opel Karl er opkaldt efter Carl von Opel, som var søn af Opels grundlægger Adam Opel. Efter Opel Adam er Karl den anden Opel-model, der som modelnavn har et fornavn fra familien Opel.

## Udvikling og produktion
Opel Karl er bygget på en GM-platform, som også benyttes til Chevrolet Spark som ligner såvel Karl som den britiske Vauxhall Viva meget. Modellen blev produceret hos GM Korea i Changwon.

## Teknik og udstyr
I hele sin levetid fandtes Karl udelukkende med en trecylindret benzinmotor uden turbolader og uden balanceaksel med 55 kW (75 hk), senere 54 kW (73 hk). En lignende motor med turbolader, balanceaksel og akustisk optimerede afdækninger samt en nyudviklet sekstrinsgearkasse blev benyttet i Adam og Corsa. Mellem december 2015 og april 2018 kunne Karl også leveres med en motor med samme slagvolume, som kunne køre på benzin eller autogas (LPG). Karl er som udgangspunkt udstyret med femtrins manuel gearkasse, men kunne til og med modelår 2018 som ekstraudstyr leveres med en ligeledes femtrins automatiseret manuel gearkasse, kaldet Easytronic.
Sikkerhedsudstyret består af fire airbags foran og to airbags bagi, dæktrykskontrolsystem samt selehuskere foran og bagi. Usædvanligt for en mikrobil er den standardmonterede bjergigangsætningsassistent. Listen over ekstraudstyr omfattede blandt andet opvarmeligt rat, soltag, parkeringshjælp og kurvelys.
- Bagfra
- Cockpit
- Motorrum
- Skrifttræk

### Tekniske data
|                                                | 1.0                             | 1.0                             | 1.0 LPG               | 1.0 LPG               |
| I benzindrift                                  | 1.0                             | 1.0                             | I autogasdrift        |                       |
| Byggeår                                        | 5/2015−4/2018                   | 1/2018−6/2019                   | 12/2015−4/2018        | 12/2015−4/2018        |
| Motordata                                      |                                 |                                 |                       |                       |
| Motorkode                                      | B10XE                           | B10XE                           | B10XE                 | B10XE                 |
| Motortype                                      | R3-benzinmotor                  | R3-benzinmotor                  | R3-benzinmotor        | R3-benzinmotor        |
| Antal ventiler pr. cylinder                    | 4                               | 4                               | 4                     | 4                     |
| Ventilstyring                                  | DOHC, kæde                      | DOHC, kæde                      | DOHC, kæde            | DOHC, kæde            |
| Fødesystem                                     | Direkte indsprøjtning           | Direkte indsprøjtning           | Direkte indsprøjtning | Direkte indsprøjtning |
| Trykladning                                    | –                               | –                               | –                     | –                     |
| Køling                                         | Vandkøling                      | Vandkøling                      | Vandkøling            | Vandkøling            |
| Boring × slaglængde                            | 74,0 × 77,4 mm                  | 74,0 × 77,4 mm                  | 74,0 × 77,4 mm        | 74,0 × 77,4 mm        |
| Slagvolume                                     | 999 cm³                         | 999 cm³                         | 999 cm³               | 999 cm³               |
| Kompressionsforhold                            | 10,5:1                          | 10,5:1                          | 10,5:1                | 10,5:1                |
| Maks. effekt ved omdr./min.                    | 55 kW (75 hk) 6500              | 54 kW (73 hk) 6500              | 55 kW (75 hk) 6500    | 54 kW (73 hk) 6500    |
| Maks. drejningsmoment ved omdr./min.           | 95 Nm 4500                      | 95 Nm 4500                      | 95 Nm 4500            | 92 Nm 4500            |
| Udstødningsnorm                                | Euro 6                          | Euro 6d-TEMP                    | Euro 6                | Euro 6                |
| Kraftoverførsel                                |                                 |                                 |                       |                       |
| Drivende hjul                                  | Forhjul                         | Forhjul                         | Forhjul               | Forhjul               |
| Gearkasse (standardudstyr)                     | 5-trins manuel                  | 5-trins manuel                  | 5-trins manuel        | 5-trins manuel        |
| Gearkasse (ekstraudstyr)                       | 5-trins semiautomatisk          | –                               | –                     | –                     |
| Præstationer                                   |                                 |                                 |                       |                       |
| Topfart                                        | 168 km/t                        | 168 km/t                        | 170 km/t              | 170 km/t              |
| Acceleration 0-100 km/t                        | 14,0 sek. (15,0 sek.)           | 14,0 sek.                       | 14,9 sek.             | 14,9 sek.             |
| Brændstofforbrug pr. 100 km ved blandet kørsel | 4,4 liter (4,6 liter) Blyfri 95 | 5,2 liter [5,1 liter] Blyfri 95 | 4,6 liter Blyfri 95   | 5,5−5,7 kg Autogas    |
| CO2-udslip ved blandet kørsel                  | 101 g/km (105 g/km)             | 118 g/km [116 g/km]             | 102−106 g/km          | 89−93 g/km            |

1. ↑  Standard fra 1/2018
2. ↑  Afvigende værdier i runde parenteser gælder for versioner med Easytronic, og i kantede parenteser for versioner med start/stop-system

Motorerne er af fabrikanten godkendt til brug med E10-brændstof.

### Udstyr
Der findes fem forskellige udstyrsvarianter:
- Selection: Basismodel, findes kun som firepersoners. Med bjergigangsætningsassistent.
- Edition: Som Selection samt bl.a. sædehøjdeindstilling, el-ruder og servostyring. Findes også som fempersoners.
- Excite: Specialmodel med tågeforlygter, klimaanlæg og delt bagsæde.
- ROCKS: Baseret på Chevrolet Spark Active med hævet undervogn, tågeforlygter og klimaanlæg. Desuden med tagræling og modificerede kofangere.
- INNOVATION: I denne højeste udstyrsvariant har Karl altid fem siddepladser. Har samme udstyr som Edition samt vognbaneholdeassistent, automatisk klimaanlæg, radio og onlineassistancesystem OnStar.
- 120 Jahre Opel: Specialmodel i modellens sidste produktionsår (2019). Med adskillige udstyrsdetaljer fra Innovation, men væsentligt billigere.